# Битва при Бхопалі
Битва при Бхопалі, Битва трьох Наваб, відбулась 24 грудня 1737 року в Бхопалі між імперією Маратха та об'єднаною армією Нізама Гайдарабаду, навабами Ауду і Бхопала, які були номінальними васалами Великих Моголів. Останнім також допомагав загін, спрямований Джай Сінґхом II Качвахою, магараджею Джайпура.

## Передумова
Оскільки імперія Моголів продовжує слабшати після смерті Аурангзеба, маратхов Пешви Баджо Рао I вторгся на територій Моголів, таких як Мальви і Гуджарату. Імператор Моголів занепокоїло завоюванням Марафа. У 1737 році Марафи вторглися в Делі, розгромили Маголів, а потім рушили назад до їхньої столиці Пуни .
Імператор Моголів просив підтримки у Нізама . Нізам перехопив Маратів під на зворотньому шляху. Дві армії зіткнулися поблизу Бопала .

## Битва
Битва велася грудні 1737 року між імперією Марафи та військами Маголів на чолі з Нізам Хайдерабад поблизу Бхопала в Індії. Марафи отруїли воду та запаси для поповнення обложених військ Моголів. Чімаджі був відправлений з армією в 10 000 бійців, щоб зупинити будь-які підкріплення, тоді як Баджора заблокував місто замість того, щоб безпосередньо атакувати Нізам. Нізам був змушений прохати мирні перемовини після того, як йому було відмовлено в підкріпленні з Делі. Битва призвела до вирішальної перемоги Маратхи головним чином завдяки швидкій тактиці Маратхи Пешви Баджіо Рао .

## Наслідки
Пізніше, 7 січня 1738 року був підписаний мирний договір між пешв Баджо Рао і Джай Сингх II, Doraha біля Бхопалі . Марафам була передана територія Мальви
Імперія Моголів була розгромлена і не змогла захиститися від наступних вторгнень у Надір Шах .